# La Revista del Snark
 La revista del Snark  fue una revista de juegos y entretenimientos de Argentina perteneciente a Homo Ludens SRL que fue fundada por Jaime Poniachik. El primer número apareció en mayo de 1976 y el último fue el n° 10, de junio-julio de 1978. 

## Fundador
Jaime Poniachik (Montevideo, 1943 - Argentina, 13 de junio de 2011), fue un matemático y editor uruguayo, creador de juegos de ingenio, acertijos lógicos, de matemática y de palabras. Además de colaborar en diversas revistas, escribió varios libros de la materia.

## Objetivo
Dijo la revista sobre su objetivo:

«La del Snark es una revista de Juegos y entretenimientos. Esto es, al menos, lo que nosotros creemos….Cuando tuvimos la idea de hacer la revista nos constaba que la recreación mental tiene pocos seguidores. No fue razón para detenernos. Sabíamos, al mismo tiempo, y esto es lo importante, que los pocos aficionados son lectores activos; vale decir, que resuelven problemas y que también los inventan, que les gusta recibir un juego nuevo y que también les gusta crear otros.»

En el n° 3 afirmaba Poniachik: “Lo primero que tiene que darme un juego es diversión (de lo contrario yo no entro). Si además me deja una ayuda, un consejo, una enseñanza, tanto mejor.”

## Origen del nombre
La denominación de la revista proviene del poema sin sentido La caza del Snark escrito por el británico Lewis Carroll (Charles Lutwidge Dodgson) en 1874, a la edad de 42 años, en el que describe «con humor infinito, el viaje imposible de una tripulación improbable, para hallar a una criatura inconcebible».

Cubierta de "La caza del Snark" de Lewis Carroll y Henry Holiday (1876)

## Contenido
El n° 1 constaba de 12 páginas impresas en blanco y negro 
que incluían acertijos y las reglas del backgammon y del juego para lápiz y papel denominado Engrane.
El n° 2 apareció en el mes de julio, tenía 20 páginas y estaba ilustrado por Kalondi. Entre los nuevos colaboradores estaban Mario Tobelem, un profesor en letras por la Universidad de Buenos Aires creador de juegos de mesa y pasatiempos y redactor y director creativo de distintas agencias de publicidad que escribió la nota Los trucos del truco. y Mario Bohoslavsky, un periodista científico impulsor del desarrollo de la ciencia, el pensamiento crítico, la divulgación y la educación científica que firma la nota D’Alembert, o el gran desafío sobre un sistema elaborado por el matemático Jean le Rond d'Alembert  para ganar en la ruleta que fue puesto a prueba mediante una simulación en computadora por el ingeniero Hilario Fernández Long cuyas conclusiones se publican en la nota La computadora en el casino.
En el n° 3 de agosto de 1976 se explicaban las reglas del juego de naipes Eleusis inventado por Robert Abbott en 1956, un juego-ciencia cuyo objetivo es descubrir leyes ocultas.
El n° 5 vino acompañado del juego de tablero Kamikaze. El n° 6, que tiene como novedad que la diagramación y diseño de tapa pertenecen a Andrés Cascioli, trae las reglas del juego de naipes Noventa y nueve, de David Parlett y una historieta de Kalondi. En ese momento una suscripción por seis números con envío simple al exterior de Argentina tenía el costo de cinco dólares (diez dólares si era por vía aérea).
A partir del n°  7 (octubre-noviembre de 1977)  la dirección estaba compartida con Lea Gorodisky y Jaime Harari, la tapa y contratapa son en colores y la revista comienza a venderse en algunos kioskos. En ese número se publican las respuestas de Martin Gardner a un cuestionario que por correo le fuera enviado por la publicación y también una nota titulada Las leyes del juego…  en la que su autor Florencio Escardó expresa –entre otros conceptos- que:

«El juego es una alienación saludable y perfecta, una tierra de nadie asocial regida por leyes piadosas y liberadoras…El juego ofrece una peculiar especie de aforismo zen: su enorme utilidad es que no sirve para nada si no es para jugar».

En el n° 8 se incluye una nota titulada Construcciones imposibles, de Diego Uribe, un experto en figuras imposibles. y en el n° 9 se publican las reglas para jugar al Lasca. 
El n° 10 fue el último en aparecer. Además de problemas y acertijos traía una nota de Allan Calhamer sobre su invención del juego Diplomacy, y las reglas del juego para lápiz y papel Agresión y del Yang
Entre los colaboradores se encontraban, entre otros, además de los ya citados, Héctor García Blanco, Aquiles Fabregat, Juan Carlos Hase, Gloria Pampillo y Aníbal Vinelli.

## Contacto con los lectores
La revista del Snark no descuidaba el contacto con su público, en cada número había algún problema con un premio a sortear entre las soluciones correctas, a veces publicaba cartas de lectores sobre temas tratados en la revista y alentaba a que enviaran material que publicaba con el nombre de los mismos.

## Números aparecidos
| #  | Mes                    | Número de páginas |  |
| -- | ---------------------- | ----------------- |  |
| 1  | mayo de 1976           | 12                |  |
| 2  | julio de 1976          | 20                |  |
| 3  | agosto de 1976         | 24                |  |
| 4  | octubre de 1976        | 24                |  |
| 5  | diciembre de 1976      | 24                |  |
| 6  | sin fecha              | 24                |  |
| 7  | octubre-noviembre 1977 | 32                |  |
| 8  | verano 1977/1978       | 32                |  |
| 9  | otoño 1978             | 32                |  |
| 10 | junio-julio 1978       | 36                |  |